# Johan Calderón
Johan Castañeda Calderón (Guacara, 10 de febrero de 1986) es el alcalde del municipio Guacara en el estado Carabobo. 

## Biografía
Castañeda nació el 10 de febrero de 1986 en el municipio Guacara del estado Carabobo. Se radicó en la parroquia Yagua con sus hermanos. A los 17 años viajó a la isla de Cuba y estudió en la Universidad de La Habana como trabajador social. Posteriormente se graduó como Licenciado en Educación en Ciencias Sociales en la Universidad de Carabobo. Cursó estudios de cuarto nivel como especialista en Gestión Estratégica en la Universidad Arturo Michelena.[cita requerida]

## Carrera
La carrera política de Castañeda comenzó luego de que se uniera a las filas del Partido Socialista Unido de Venezuela (PSUV), liderado por Hugo Rafael Chávez Frías. Se desempeñó como dirigente nacional del Frente Francisco de Miranda y como director del Frente Francisco de Miranda en Yaracuy en 2007.[cita requerida] En 2008, Castañeda se desempeñó como director en Carabobo del Ministerio de Participación y Desarrollo Social y Fundacomunal y asesor en el estado Carabobo del Fondo de Desarrollo Agrario Socialista (Fondas).[cita requerida]
En 2005, Castañeda fue designado como Comisionado del Ejecutivo Nacional para recibir a la Delegación que participó en el XVI Festival Mundial de la Juventud y los Estudiantes y en 2010 como Comisionado del Gobierno para recibir a la Delegación del Foro de Sao Paulo, realizado en Argentina.[cita requerida]
Castañeda fue miembro del Comando de Campaña Bolívar 2000 en Carabobo para las elecciones presidenciales de 2012, y miembro del Buró Político Municipal de Guacara por el Partido Socialista Unido de Venezuela (PSUV). Se desempeñó como comunicador del partido entre 2002 y 2017.
Castañeda también se desempeñó como director del Instituto Nacional de la Juventud y presidente del Instituto Municipal de la Vivienda de Guacara (Imveguar).[cita requerida]
En las elecciones de 2017, Castañeda se postuló como alcalde del municipio Guacara del estado Carabobo y reelección en 2020 junto al gobernador Rafael Lacava.  

## Vida personal
Castañeda está casado con Corina Hernández con quien tiene dos hijos, José Gregorio y Elaine Lucía. También es padre de Catia Libertad.
Castañeda representó al estado Carabobo en la disciplina de béisbol durante su adolescencia y formó parte del equipo de softbol “Piratas de Yagua."